# Henri de Lubac
Henri de Lubac (20 de febrer de 1896, Cambrai - † 4 de setembre de 1991, París) fou un cardenal jesuïta francès, un dels teòlegs més influents del segle xx i també una gran influència en la teologia del Concili Vaticà II.

## Biografia
Entrà a la Companyia de Jesús quan tenia disset anys, estudià filosofia a Anglaterra i després a França. Hagué d'allistar-se a l'exèrcit durant la Primera Guerra Mundial, on fou ferit de gravetat i rebé ferides que li causaren problemes de salut durant la resta de la seva vida.
Des del 1929 ensenyà teologia fonamental i història de les religions a la facultat de teologia de la Universitat de Lió-Fourvière, del seu orde. Fou arrestat diverses vegades durant l'ocupació alemanya de França.
El 1950 fou suspès de l'ensenyament per la Santa Seu a través dels seus superiors religiosos, tot i que no li donaren cap raó. Durant aquest període turbulent, les seves publicacions havien estat considerades part d'una teologia (anomenada nouvelle théologie) asprament atacada en alguns ambients de la cúria romana. Tanmateix, aquesta exclusió, que durà deu anys, no va minvar ni la tasca de recerca ni l'amor de Lubac envers l'Església. En aquests anys, i durant tota la seva vida, estigué acompanyat per l'amistat i la companyia d'altres teòlegs de l'època, com Jean Daniélou, Jean Mouroux i Yves Congar.
Amb l'arribada al pontificat de Joan XXIII, la desconfiança envers Lubac disminuí i li fou aixecada la suspensió. De la mateixa manera, fou cridat a participar en el Concili Vaticà II com a perit. En el període postconciliar rebé també diverses mostres de suport per part de Pau VI i Joan Pau II el creà cardenal el 1983.

## Teologia
Tot i que els texts escrits per de Lubac són amples i abasten gairebé tots els àmbits de la teologia i la seva relació amb les altres ciències (filosofia, història, etc.) ell mateix resumí la seva tasca en intentar posar en mans dels cristians la riquesa de la tradició teològica de manera que la renovació tan requerida pel Concili Vaticà II es faci per un retorn a les fonts.
Així doncs, va dedicar-se a reprendre aspectes de teologia de la història que havien estat abandonats per les tendències més escolàstiques de la reflexió preconciliar. També, i de la mà dels texts de Tomàs d'Aquino, ha subratllat la vocació sobrenatural de l'home en què la gràcia de la visió de Déu es tracta com la fi natural de l'home. Així va aconseguir fer una síntesi de la teologia agustiniana amb la de l'Aquinat.
Dedicà estudis de divulgació i profundització d'autors contestats o poc presos en compte com Teilhard de Chardin, Joaquim de Fiore, Maurice Blondel, Cornelius Jansen i Orígenes